# Астаматій Остафій
Оста́фій (Остап) Астама́тій (Остама́тенко)  (р. н. невід. — помер 1678) — наказний гетьман Правобережної України (1677—78), організатор митної служби Богдана Хмельницького (1654—1656), український посол у Стамбулі в 1675–1678 роках. Вважався безпринципним політичним авантюристом. Походив з грецької родини, що проживала на Поділлі. У джерелах відомий під прізвищами Астаматій, Остаматій, Стоматій, Остаматенко, Стоматенко, Стамагєнко, Стомагаєнко.
У квітні 1654 Богдан Хмельницький доручив Астаматію збирати митний податок — індукту з російських товарів, що завозилися в Україну. Під його керівництвом діяла ціла група урядовців, а зібране ними мито передавалося до скарбу Війська Запорозького. Астаматій активно співпрацював з Виговським, який у той час служив генеральним військовим писарем, зокрема постійно повідомляв його про міжнародні та прикордонні новини. За дорученням гетьмана Дорошенка Астаматій виконував обов'язки українського посла в Стамбулі. Після переходу Дорошенка на бік росіян Астаматій запропонував турецькому султану Мехмеду IV проголосити гетьманом Правобережної України Юрія Хмельницького (1677). Протягом 1677 Астаматій намагався відвоювати у поляків частину Правобережної України з центром у Немирові. У першій половині 1678 очолював дипломатичну місію Юрія Хмельницького у Стамбулі. Брав участь у другому Чигиринському поході (1678) турецьких військ (див. Російсько-турецька війна 1676—1681). Відвоювавши у Польщі Немирів, Бар і Меджибіж, відмовився визнавати зверхність султана. У жовтні 1678 Астаматія було страчено за наказом Юрія Хмельницького.